# Fede potere vendetta
Fede potere vendetta è il terzo album in studio del gruppo heavy metal italiano Rosae Crucis, pubblicato nel 2009. Alcune canzoni dell'album sono esplicitamente ispirate alla narrativa dello scrittore statunitense  Robert Ervin Howard, ed in particolare al personaggio di Conan il Barbaro.

## Tracce
1. La caduta del falso – 4:22
2. Fede Potere Vendetta – 5:39
3. Crociata – 7:32
4. Anno Domini – 6:44
5. Le Cronache di Nemedia – 4:42
6. Crom – 5:41
7. Venarium – 8:07
8. Sangue Acciaio – 4:44

## Formazione
- Giuseppe "Ciape" Cialone - voce
- Andrea "Kiraya" Magini - chitarra e voce
- Tiziano "Shredmaster" Marcozzi - chitarra e voce
- Daniele "KK" Cerqua - basso
- Piero Arioni - batteria